# Ésera
L'Ésera est une rivière aragonaise (Espagne), affluent du Cinca, appartenant au bassin de l'Èbre, par le Sègre.

## Étymologie
Le nom Ésera semble avoir une origine celte, commune à l'Isar (Allemagne - Autriche), Jizera (République tchèque), Isère (France), Isel (Autriche), Yser (Belgique), IJssel (Pays-Bas) et Isarco (Italie).

## Géographie
La longueur de son cours d'eau est de 99 km.
Il prend sa source sur le versant nord du massif de la Maladeta, à 2 500 mètres d'altitude. On trouve dans sa vallée diverses communes de la province de Huesca, comme Benasque et Campo.
C'est un cours d'eau typiquement pyrénéen, alimenté par la fonte du glacier de l'Aneto et l'importante pluviométrie de la haute vallée.
À Graus, Il reçoit l'apport important de l'Isábena. Plus bas, les eaux sont retenues par un barrage, la presa de Barasona, qui donne naissance au canal d'Aragon et de Catalogne.